# Riyad al-Asad
Riyad Mousa al-Asaad (Pronunciación: rijɑːdˤ muːsa ɐlʔæsʕæd; en árabe: رياض موسى الأسعد‎, nacido en 1961) es un militar sirio y comandante del Ejército Libre de Siria. Es un antiguo coronel de la Fuerza Aérea Árabe Siria, bajo control del presidente sirio Bashar Al-Asad, que desertó en julio de 2011, para erigirse en líder de un grupo de otros militares insurrectos, cuyo fin último es derrocar el Gobierno nacional.
Al-Asaad anunció su deserción el 4 de julio de 2011, y fundó el Ejército Libre de Siria (ELS) el 29 de julio de 2011. Asad se dirigió a la provincia turca de Hatay, bajo el patronato del Ejército Turco.
Tras la entrada de observadores militares de las Naciones Unidas en Siria, al-Asaad anunció un cese del fuego para todas las fuerzas, siguiendo el acuerdo de paz de Kofi Annan para Siria. Sin embargo, tras unos pocos días, anunció la continuación de los ataques rebeldes, porque el Gobierno de Bashar al-Asad, según él mismo, no había llegado a la paz prometida. El 31 de mayo de 2012, al-Asaad instó a Kofi Annan para desechar su plan de paz, que según él, había fracasado. Además, al-Asaad se opone a cualquier tipo de solución que pase por el exilio de Asad, y busca luchar hasta que el régimen de al-Asad sea derrocado.
En una entrevista con La Voz de Rusia, realizada a principios de agosto de 2012, al-Asaad aseguraba que el Gobierno sirio intentó asesinarlo en repetidas ocasiones, y por esa razón estaba siendo protegido por la inteligencia turca.
El 22 de septiembre de 2012, el ELS anunció que habían trasladado su pùesto de mando de Turquía a una zona controlada por los rebeldes. Un vídeo subido a YouTube mostraba al líder del ELS, Riad al-Asaad, confirmando el traslado. Asaad no revela cuando ocurrió el traslado, o donde se encuentra la nueva base dentro de Siria.
Sus familiares han sido víctimas de las ejecuciones llevadas a cabo por las fuerzas gubernamentales.
El 25 de marzo de 2013, en la ciudad siria de Mayadin, fue herido por una explosión, la cual le hizo perder parte de su pierna derecha. El mismo día Asaad fue trasladado a un hospital de Turquía.
En diciembre de 2024, tras la caída del gobierno de Asad , Riad al-As'aad regresó a Damasco, la capital siria. Declaró que el Ejército Libre Sirio (FSA) había estado colaborando estrechamente con el grupo islamista Hayat Tahrir al-Sham (HTS), que lideró el derrocamiento del régimen de Asad.